# Rainer von Vielen

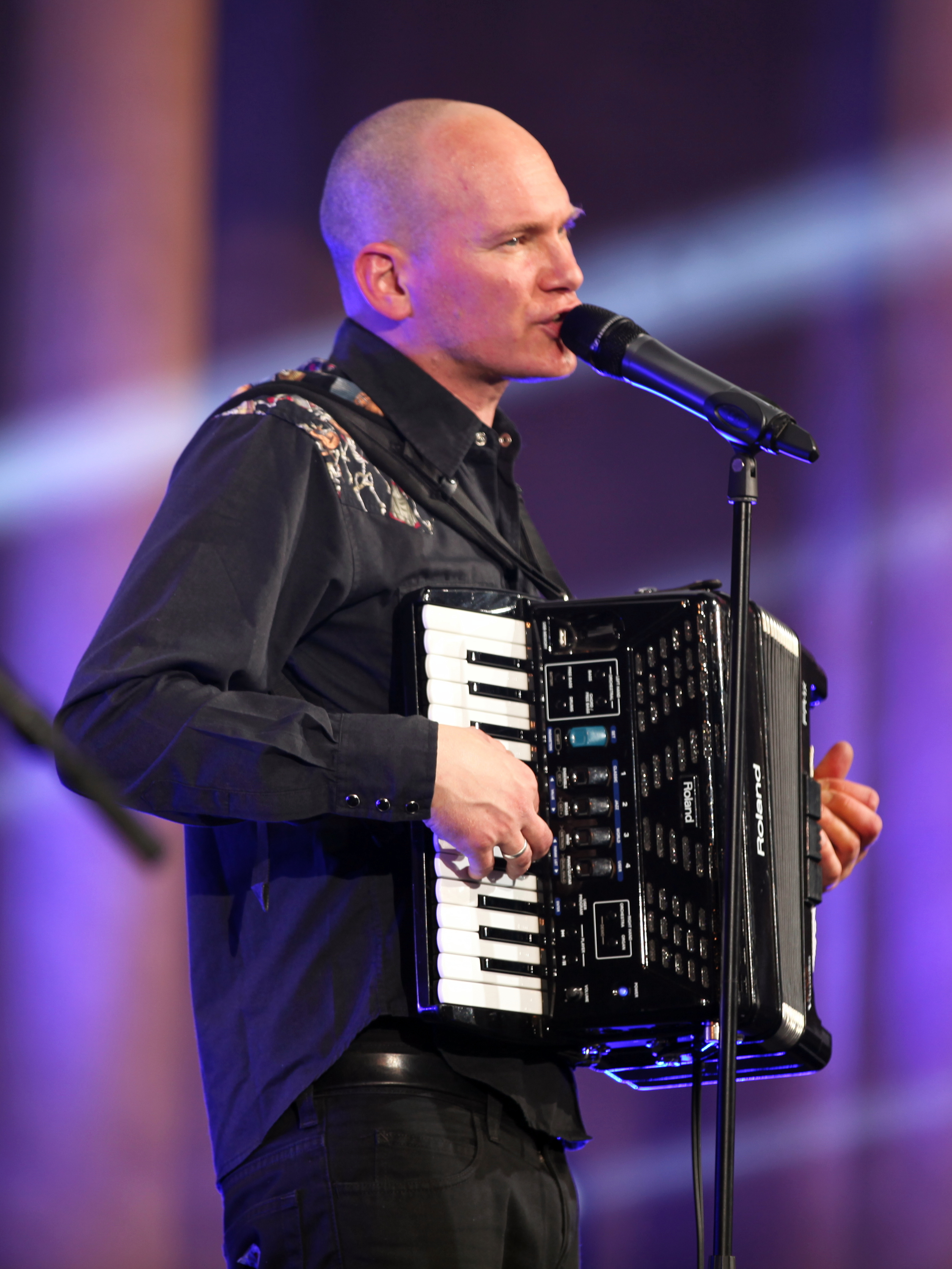
Rainer von Vielen auf dem Heimatsound-Festival 2015

Rainer von Vielen (* 26. Februar 1977 in Kempten (Allgäu) als Rainer Hartmann) ist ein deutscher Musiker und Sänger, der neben seiner Arbeit als Musiker in mehreren Bands (siehe auch Rainer von Vielen) auch Film- und Theatermusik schreibt.

## Aktivitäten
Seine erste EP Alles und noch mehr erschien 1998. Der Gewinn des österreichischen Protestsongcontest 2005 hat ihn über die Charts des Radiosenders FM4 erstmals einer breiteren Öffentlichkeit bekannt gemacht.
Von 2002 bis 2005 war er als Elektroniker bei der HipHop-Blues-Formation Good Men Gone Bad.
Seit 2003 tritt er hauptsächlich mit seiner Live-Band Rainer von Vielen auf. Die Band besteht aus ihm sowie Mitsch Oko (Gitarre), Sebastian Schwab (Schlagzeug, seit Oktober 2014, bis dahin Niko Lai) und Dan Le Tard (Bass). Er selbst spielt verschiedene Instrumente und beherrscht den Obertongesang.
Rainer von Vielen ist darüber hinaus Mitglied der Weltmusik-Percussiongruppe Orange und war von 2006 bis Ende 2009 Mitglied der Band von Anne Clark. Daneben hat er für mehrere Kurzfilm- und Theaterproduktionen Musik geschrieben und aufgenommen. Seit 2010 tritt er auch als Elektro-Live-Act unter dem Namen Jacques Boom auf.
Seit 2012 führt er zusammen mit seiner Band das Theaterstück Mythen der Freiheit am Jungen Schauspiel Hannover auf, das die Band zusammen mit dem Regisseur Florian Fiedler und dem Team des Jungen Schauspiels selbst geschrieben hat.
2021 entstand ein Ambient-Solo-Album mit dem Projektnamen ORIOM, das in verschiedenen Frequenzen der kosmischen Oktave gestimmt ist und den Ober- und Untertongesang in den Mittelpunkt stellt.

## Stil
Rainer von Vielens Musik wird oft als deutscher Hip-Hop beschrieben. Er selbst bezeichnet seinen Stil als „Bastard-Pop“.

## Diskografie

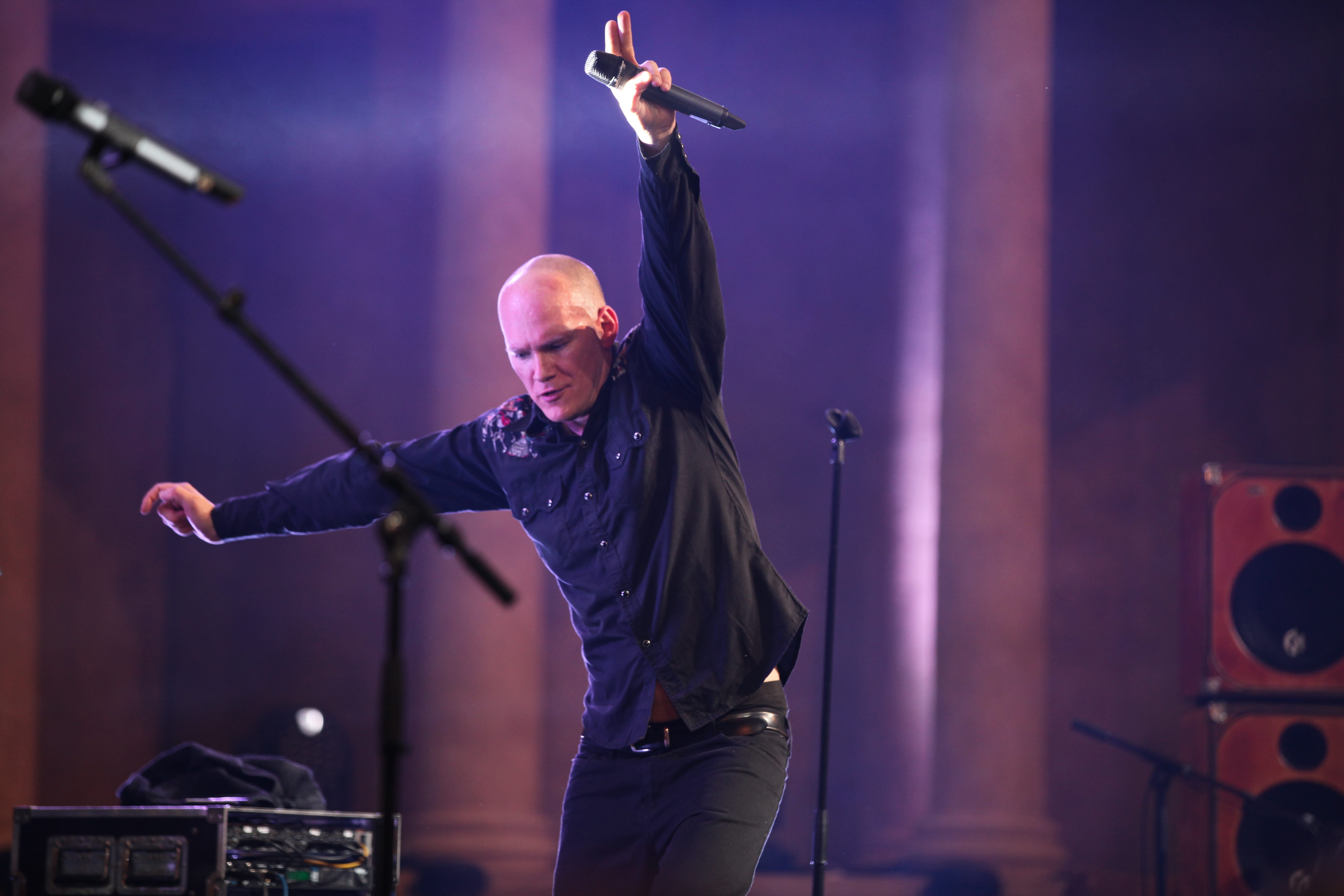
Rainer von Vielen auf dem Heimatsound-Festival 2015

### Solo
- 1998: Alles und noch mehr (EP)
- 2001: 0160-98236130 (Album)
- 2001: Lass es zu (Single)
- 2005: Rainer von Vielen (Album)

### Mit Band
- 2008: Kauz
- 2010: Milch & Honig
- 2012: Live den Lebenden
- 2014: Erden
- 2017: Überall Chaos
- 2019: Alles mit Allem

### Mit Orange
- 2003: Chenebua
- 2005: Kala (Live-Album)
- 2009: HU
- 2011: Ta Tha Ta (Live-Album)
- 2014: Oya
- 2016: Pagre
- 2018: Zen Zero
- 2020: Ancient Trance - Live
- 2023: Bounka

### Als Oriom
- 2021: Healing Source
- 2022: Roots of Deliverance

### Als Jacques Boom
- 2015: Zerstörung of Destruction

### Mit Anne Clark
- 2008: The Smallest Acts Of Kindness

### Mit Funkenflug
- 1996: Funkenflug
- 1998: Reglos

### Außerdem
- 1998: Diverse: Irgendwie dazwischen (Sampler) – Titel: Das geht vorbei
- 2003: Orange: Chenuba – Titel: Amun Ra
- 2003: Denksport: Halbzeit – Titel: Visionen
- 2005: BeatznBytez-Sampler – Titel: Altes Zimmer
- 2006: Burg Herzberg Festival, Electric Milkandhoneyland, Sampler, Orange – YeahMouse / Chuwenga, Amun Ra / Frommse Frog
- 2007: Rainer Binder-Krieglstein: Alles verloren
- 2007: Move Against G8 Sampler – Titel: Tanz deine Revolution
- 2007: Active Agent of Sound, Klangwirkstoff Sampler
- 2008: Protestsongcontest 2004-2007, Sampler : Titel: Sandbürger
- 2009: Die Verhältnisse rocken (10 Jahre ATTAC – Sampler) Alles Sein
- 2010: Today Is A Good Day, Live At Burg Herzberg Festival, Orange – Feuerbaum
- 2013: Active Agent of Sound II, Klangwirkstoff Sampler, Eins mit All